# Women's WorldTour Ronde van Drenthe 2023
Il Women's WorldTour Ronde van Drenthe 2023 (Miron Ronde van Drenthe 2023 per esigenze di sponsor), sedicesima edizione della corsa e valida come sesta prova dell'UCI Women's World Tour 2023, si svolse l'11 marzo 2023 su un percorso di 94 km, accorciato rispetto a quello originale, con partenza dal VAM-berg e arrivo a Hoogeveen, nei Paesi Bassi. La vittoria fu appannaggio dell'olandese Lorena Wiebes, la quale completò il percorso in 2h26'56", alla media di 38,380 km/h, precedendo la norvegese Susanne Andersen e la connazionale Maike van der Duin.

## Squadre e corridori partecipanti
Parteciparono alla prova 21 formazioni, quindici WorldTeam e sei Continental Team.
| N.      | Cod. | Squadra                    |
| ------- | ---- | -------------------------- |
| 1-6     | SDW  | Team SD Worx               |
| 11-16   | CSR  | Canyon-SRAM Racing         |
| 21-26   | TIB  | EF Education-Tibco-SVB     |
| 31-36   | FSF  | FDJ-Suez                   |
| 41-46   | PLP  | Fenix-Deceuninck           |
| 51-56   | HPW  | Human Powered Health       |
| 61-66   | CGS  | Israel Premier Tech Roland |
| 71-76   | LIV  | Liv Racing TeqFind         |
| 81-86   | MOV  | Movistar Team              |
| 91-96   | DSM  | Team DSM                   |
| 101-106 | BEX  | Team Jayco AlUla           |

| N.      | Cod. | Squadra                        |
| ------- | ---- | ------------------------------ |
| 111-116 | JVW  | Team Jumbo-Visma               |
| 121-126 | TFS  | Trek-Segafredo                 |
| 131-136 | UAD  | UAE Team ADQ                   |
| 141-146 | UXT  | Uno-X Pro Cycling Team         |
| 151-156 | AGS  | AG Insurance-Soudal Quick-Step |
| 161-166 | BDU  | Bizkaia Durango                |
| 171-176 | WNT  | Ceratizit-WNT Pro Cycling Team |
| 181-186 | GKR  | GT Krush Rebellease            |
| 191-196 | PHV  | Parkhotel Valkenburg           |
| 201-206 | ZAF  | Zaaf Cycling Team              |

## Ordine d'arrivo (Top 10)
| Pos. | Corridore             | Squadra   | Tempo    |
| ---- | --------------------- | --------- | -------- |
| 1    | Lorena Wiebes         | SD Worx   | 2h26'56" |
| 2    | Susanne Andersen      | Uno-X     | s.t.     |
| 3    | Maike van der Duin    | Canyon    | s.t.     |
| 4    | Elisa Balsamo         | Trek      | s.t.     |
| 5    | Maria G. Confalonieri | Uno-X     | s.t.     |
| 6    | Lotta Henttala        | AG-Soudal | s.t.     |
| 7    | Vittoria Guazzini     | FDJ-Suez  | s.t.     |
| 8    | Karlijn Swinkels      | Jumbo     | s.t.     |
| 9    | Letizia Paternoster   | Jayco     | s.t.     |
| 10   | Anna Henderson        | Jumbo     | s.t.     |